# Dörpersteeg
Dörpersteeg ist eine Ortschaft in Hückeswagen im Oberbergischen Kreis im Regierungsbezirk Köln in Nordrhein-Westfalen (Deutschland).

## Lage und Beschreibung
Dörpersteeg befindet sich im westlichen Hückeswagen unmittelbar an der Grenze zu Remscheid nahe dem größeren Stadtteil Wiehagen. Der Ort liegt im Schatten der höher gelegenen Bundesstraße 237 (B237), von der hier die Zufahrtsstraßen nach Goldenbergshammer, Braßhagen und Busenberg abzweigen.
Weitere Nachbarorte sind Busenbach, Dörpe, Niederwinterhagen, Winterhagen auf Hückeswagener und Siepen, Kaltenborn und Karlsruhe auf Remscheider Stadtgebiet. Im Ort mündet der in Wiehagen entspringende Busenbach im Bach Dörpe.

## Geschichte
1484 wurde die Hofschaft das erste Mal in Kirchenrechnungen urkundlich erwähnt. Schreibweise der Erstnennung: by dem Stege. 1914 wurde der Mühlenhof mit anliegendem Mühlteich und angrenzenden Ländereien von Fritz Hagemann erworben und befindet sich seitdem im Familienbesitz.
Der Ort ist auf der Topographischen Aufnahme der Rheinlande von 1824 als Dörpersteg und auf der Preußischen Uraufnahme von 1844 unbeschriftet eingezeichnet. Im Gemeindelexikon für die Provinz Rheinland werden für 1885 ein Wohnhaus mit vier Einwohnern angegeben. Der Ort gehörte zu dieser Zeit zur Landgemeinde Neuhückeswagen innerhalb des Kreises Lennep. 1895 besitzt der Ort zwei Wohnhäuser mit acht Einwohnern, 1905 ein Wohnhaus und acht Einwohner.

## Wander- und Radwege
Folgende Wanderwege führen durch den Ort:
- Der Röntgenweg (Wanderweg rund um Remscheid)